# Swilen Nejkow
Swilen Emiłow Nejkow, bułg. Свилен Емилов Нейков (ur. 14 grudnia 1964 w Warnie) – bułgarski wioślarz, trener, pedagog i polityk, w latach 2009–2013 minister sportu i młodzieży w rządzie Bojka Borisowa.

## Życiorys
Był profesjonalnym wioślarzem, największe sukcesy sportowe osiągnął na przełomie lat 80. i 90. Kilkakrotnie zdobył tytuł mistrza Bułgarii w wioślarstwie, w 1989 wywalczył złoty medal na Letniej Uniwersjadzie w Duisburgu.
Absolwent Narodowej Akademii Sportu w Sofii. W 1991 został nauczycielem akademickim na tej uczelni, doktoryzował się w 2001. Po zakończeniu kariery sportowej rozpoczął również pracę szkoleniową. W 1995 został selekcjonerem reprezentacji Bułgarii w wioślarstwie, zdobywając kilkanaście medali na mistrzostwach świata i igrzyskach olimpijskich. Szkolił m.in. swoją żonę Rumjanę Nejkową, mistrzynię olimpijską na Letnich Igrzyskach Olimpijskich w Pekinie w 2008. W 2006 został członkiem sztabu trenerskiego klubu piłkarskiego CSKA Sofia, gdzie zajmował się przygotowaniem kondycyjnym zawodników.
Po zwycięstwie partii GERB w wyborach parlamentarnych w 2009 jej lider Bojko Borisow zaprosił go do swojego rządu. W lipcu 2009 Swilen Nejkow objął w nim stanowisko ministra sportu i młodzieży, które zajmował do marca 2013.
Powrócił następnie do pracy naukowej na macierzystej uczelni. W 2015 wybrany na prezesa bułgarskiej federacji wioślarskiej.